# Juan Carlos Masnik
Juan Carlos Masnik (2. března 1943, El Tala – 23. únor 2021) byl uruguayský fotbalista polského původu, střední obránce. Po skončení aktivní kariéry působil jako trenér.

## Fotbalová kariéra
Hrál za CA Peñarol, CA Cerro, New York Skyliners, v Argentině za Club de Gimnasia y Esgrima La Plata, dále za Nacional Montevideo, New York Cosmos a v Chile za CD Universidad Católica. S Nacionalem Montevideo vyhrál v letech 1971 a 1972 uruguayskou ligu. V jihoamerickém Poháru osvoboditelů nastoupil ve 27 utkáních a dal 2 góly. V roce 1971 s Nacionalam Pohár osvoboditelů vyhrál. V Interkontinentálním poháru nastoupil ve 2 utkáních. V roce 1971 s Nacionalem Interkontinentální pohár vyhrál. Reprezentoval Uruguay na Mistrovství světa ve fotbale 1974 v Německu, nastoupil ve všech 3 utkáních.

## Trenérská kariéra
Jako trenér vedl týmy Nacional Montevideo, LA Firpo, CD FAS, CD Atlético Marte a Alianza FC.